# Plaza Bolívar (Venezuela)

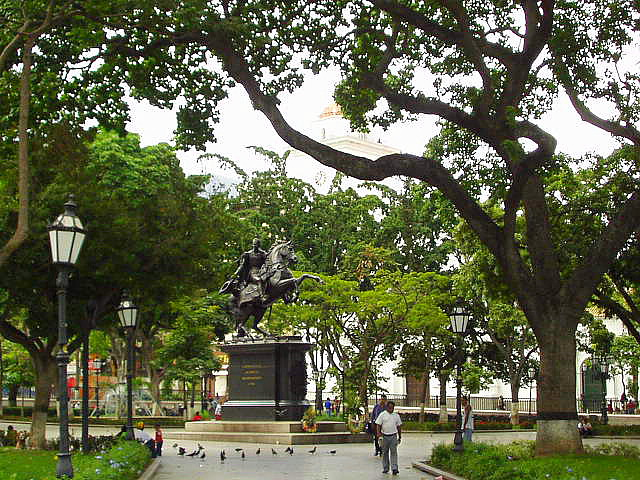
Centro de la plaza Bolívar de Caracas y la estatua del Libertador

La plaza Bolívar es comúnmente una plaza en honor al prócer venezolano Simón Bolívar, llamado el Libertador por medio del título que fue otorgado por la Municipalidad de Caracas el 14 de octubre de 1813 y ratificado en el Congreso de Angostura en 1819.
Esta plaza es lo que se conoce como el centro colonial, gubernamental, político e histórico de cada ciudad, poblado, municipio y estado de Venezuela. En las ciudades de edad colonial, la plaza Bolívar corresponde a una antigua plaza Mayor.

## Plazas Bolívar en Venezuela

### Plaza Bolívar de Caracas
La plaza Bolívar de Caracas está ubicada en la parroquia Catedral del municipio Libertador. Ya presente en la fundación de la ciudad en 1567, se llamaba plaza Mayor (cambia de nombre en 1842). En 1755 se construyeron unas arcadas que la rodearon, por el gobernador Ricardos. En la plaza era usual la ejecución y fusilamiento de enemigos políticos y conspiradores contra el gobierno colonial español, siendo el más conocido el de José María España, en la que su cadáver fue descuartizado en la plaza en 1799. Además que fue el sitio donde Venezuela logró el primer paso hacia la independencia, suscitándose una rebelión popular contra la Corona española el 19 de abril de 1810.

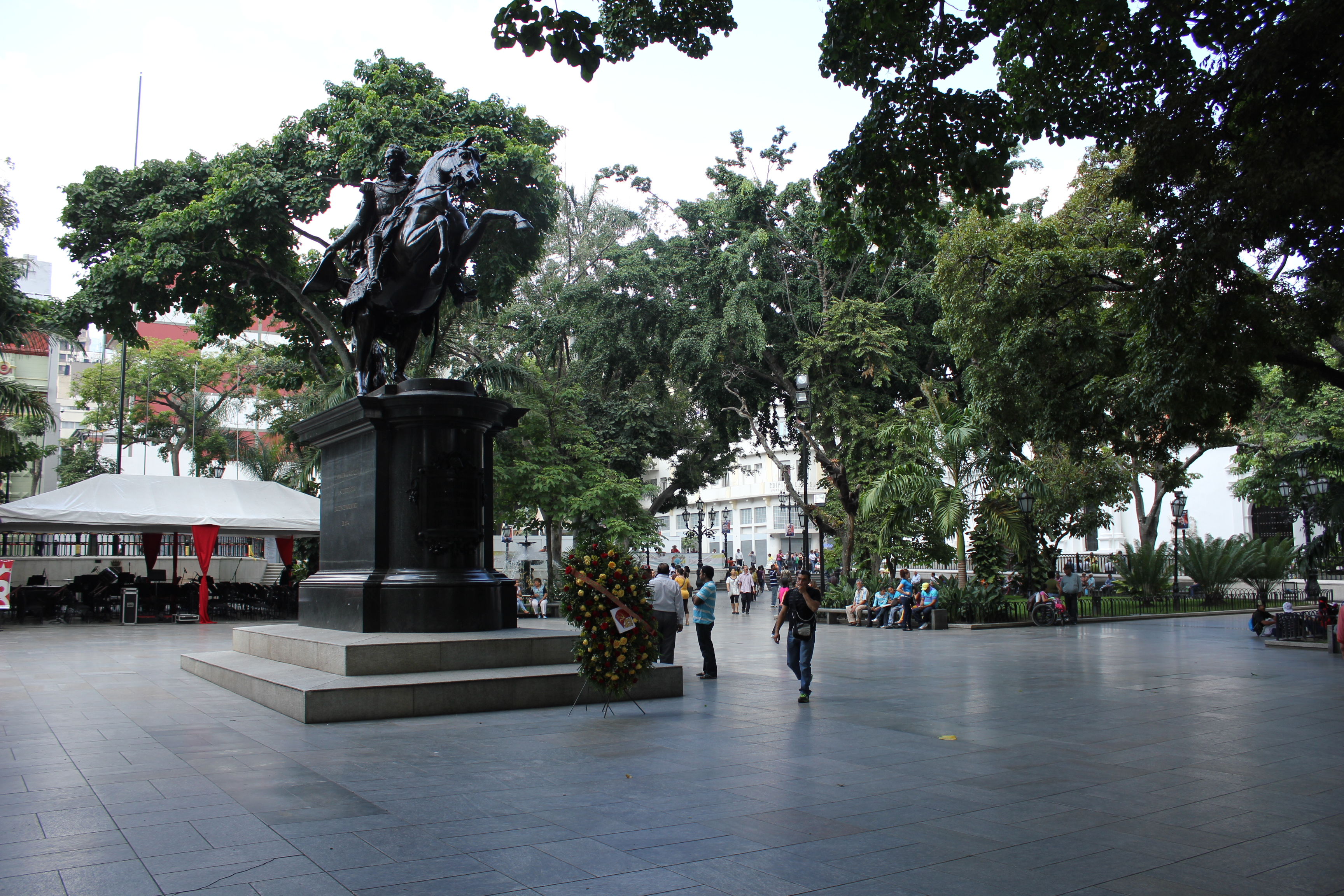
Estatua ecuestre de Simón Bolívar
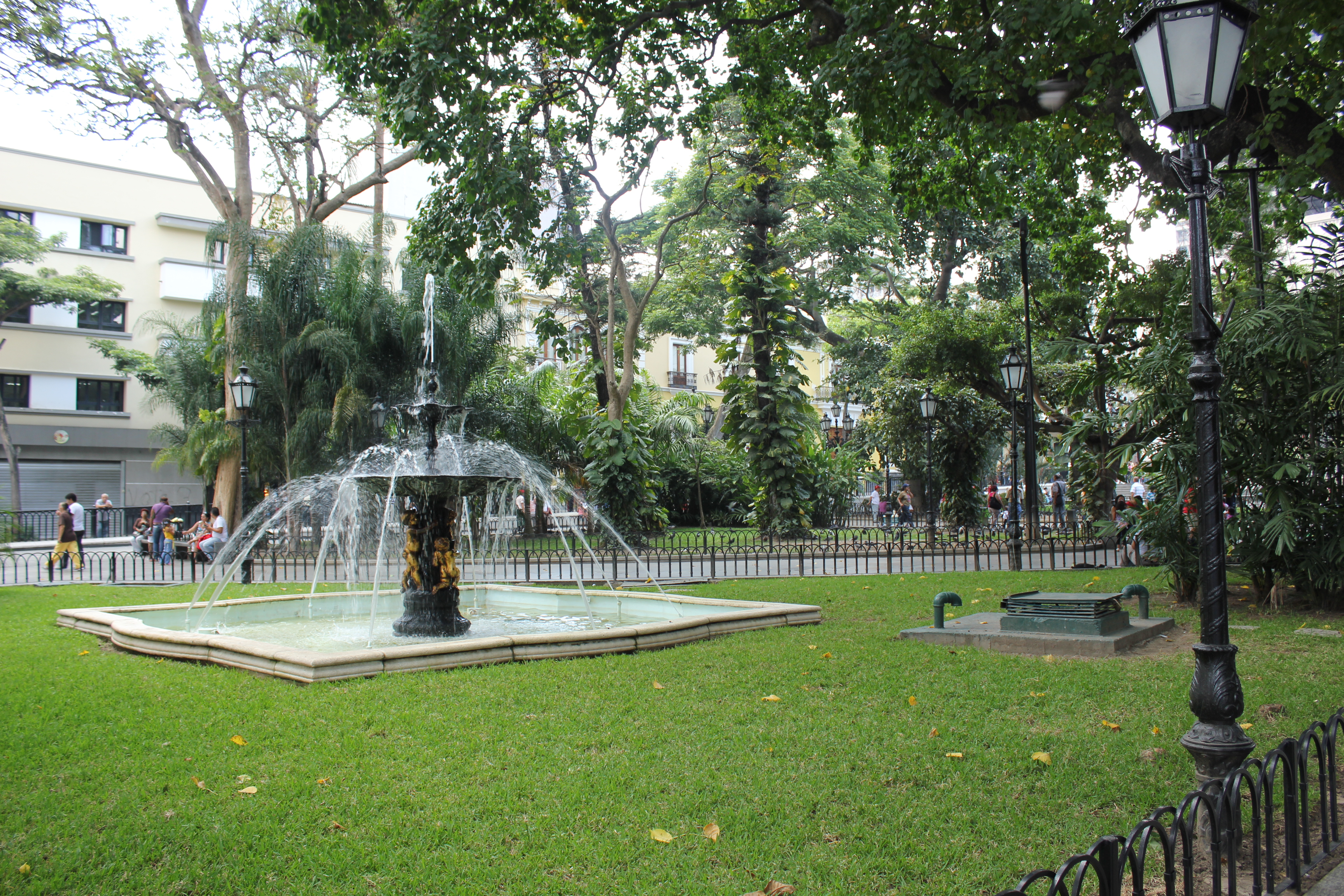
Fuente
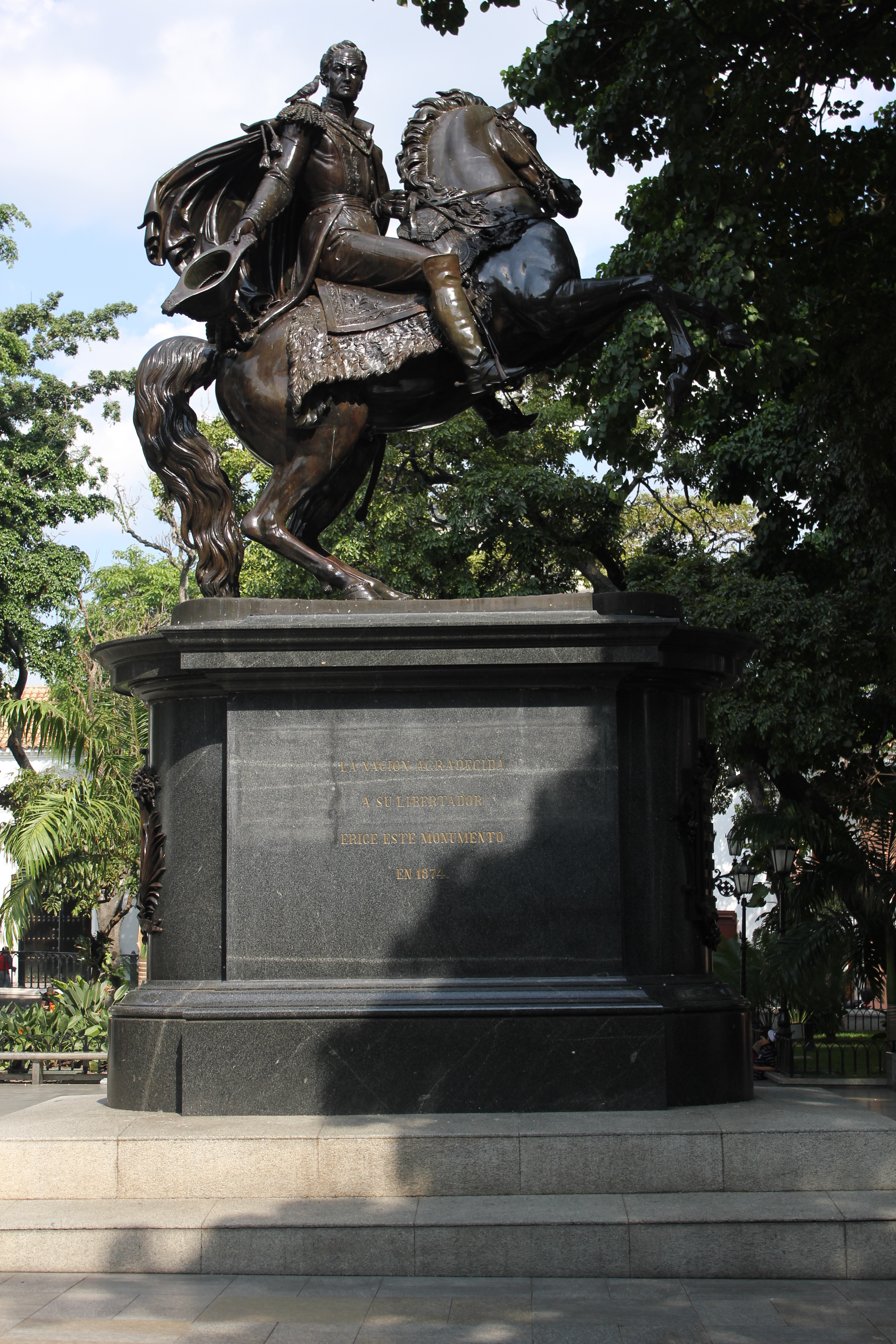
Estatua ecuestre de Simón Bolívar
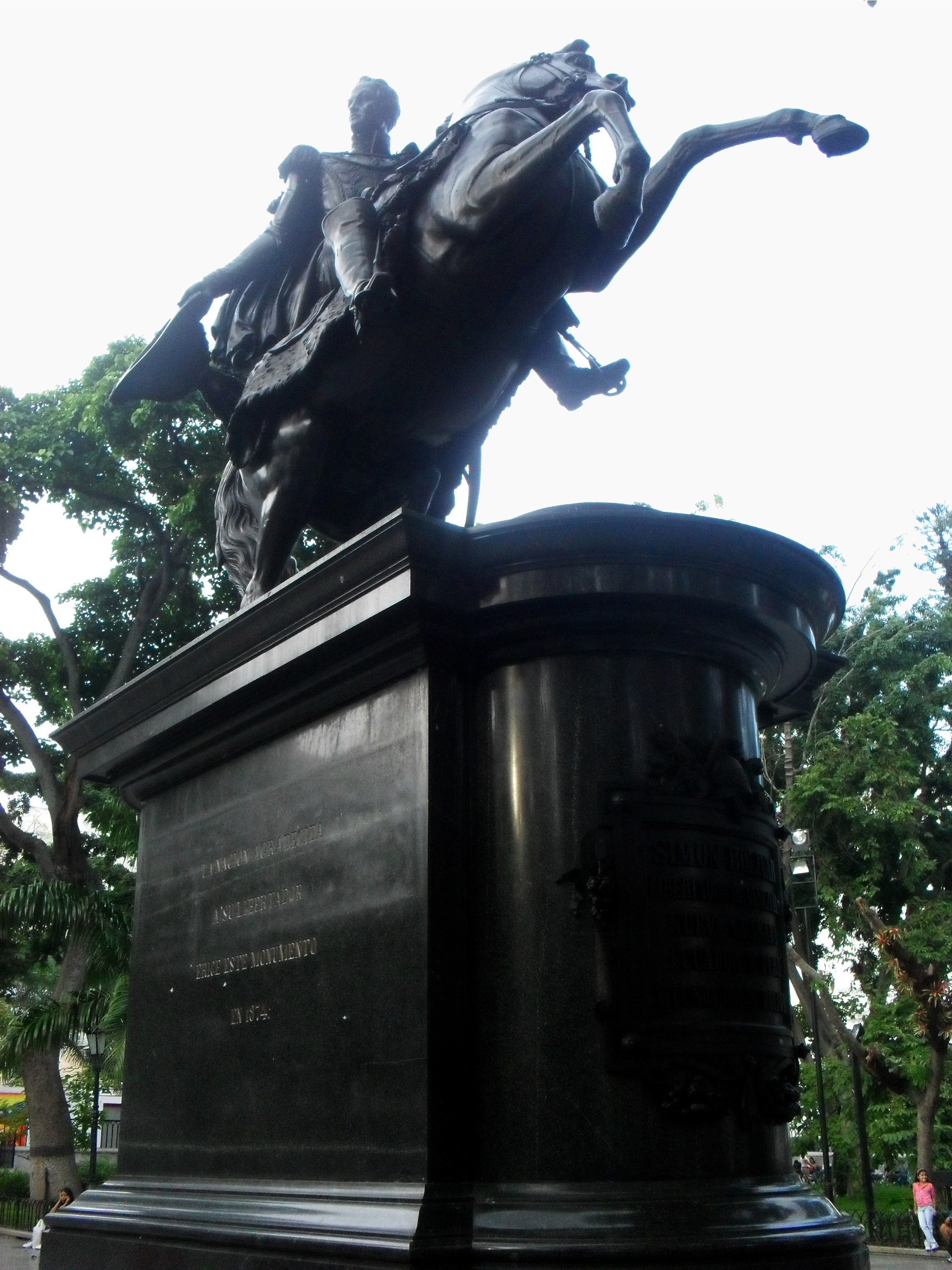
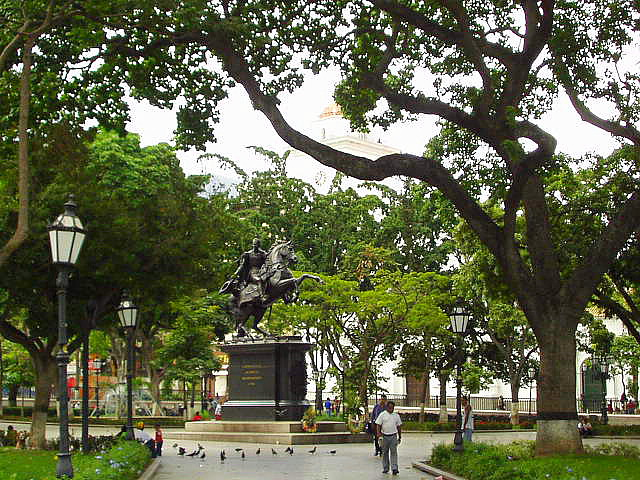
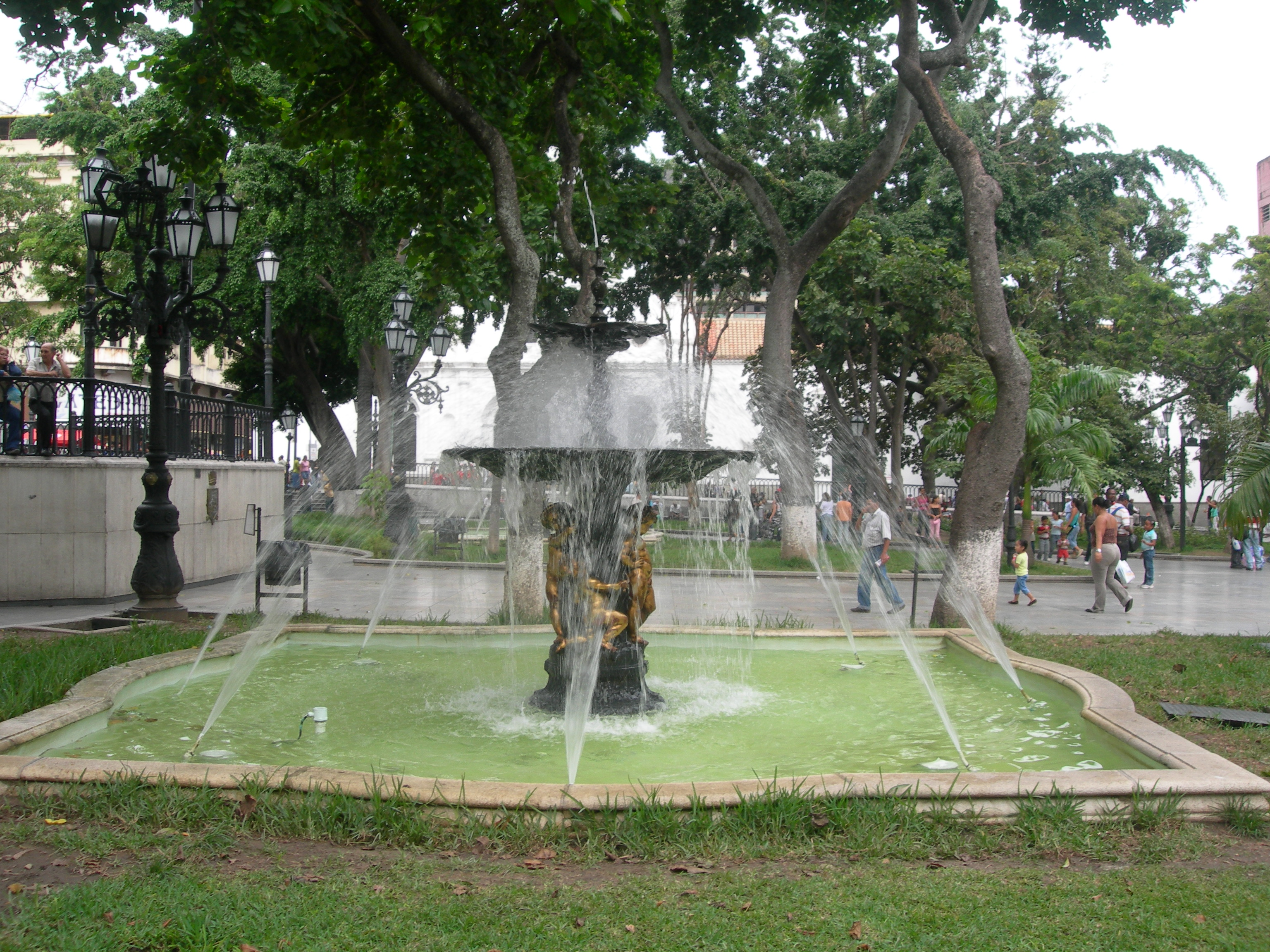
Fuente
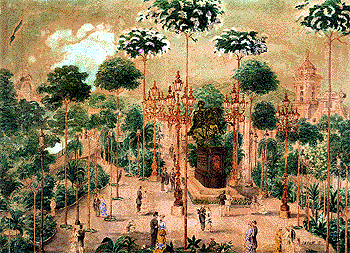
Plaza Bolívar poco después de la inauguración de la estatua ecuestre.

### Plaza Bolívar de Valencia

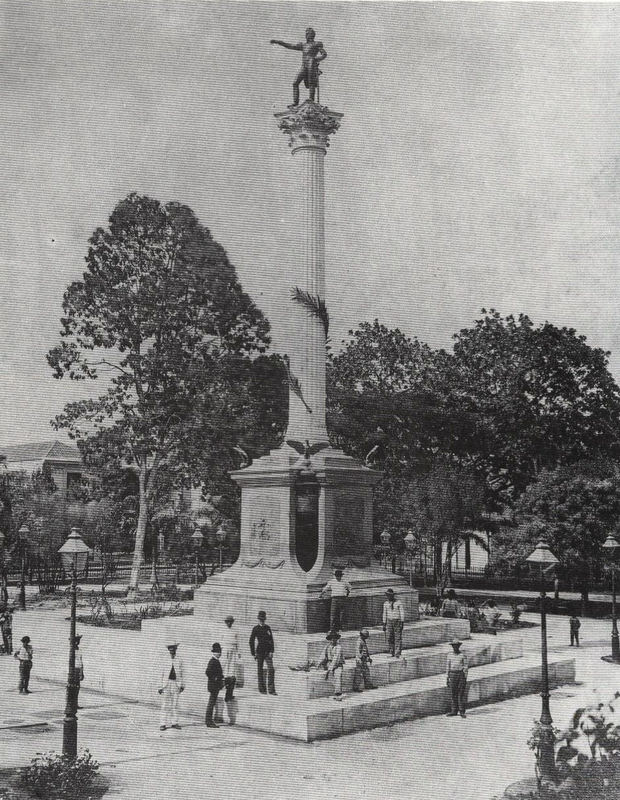
Monolito de la plaza Bolívar de Valencia en 1889

La plaza Bolívar de Valencia es una de las más antiguas de Venezuela. Está ubicada en la parroquia urbana Catedral del municipio autónomo Valencia. Su construcción fue ordenada por el Congreso de Cúcuta. Luego, durante la presidencia de Antonio Guzmán Blanco (1870-1888), se decide rediseñar la plaza, por ello junto al presidente (gobernador) del estado Carabobo Hermógenes López se contrata al arquitecto Antonio Malaussena para hacer la nueva obra. 

### Plaza Bolívar de Barquisimeto
Es una de las más antiguas del país. Ubicada en las calles 25 y 26 entre carreras 16 y 17 en el casco histórico de la ciudad. La manzana que ocupa la plaza Bolívar de Barquisimeto estuvo ocupada con viviendas, que se derrumbaron en 1812 cuando sobrevino el terremoto de ese año en la ciudad. En 1925, cuando el general Pedro Lizarraga le dio el nombre de Plaza Bolívar, pero es realmente en 1930 cuando el general Eustoquio Gómez decreta y construye el pedestal para la colocación de la estatua ecuestre del padre de la patria, traída de Europa en ocasión del centenario de la muerte del Libertador.

### Plaza Bolívar de Maracay

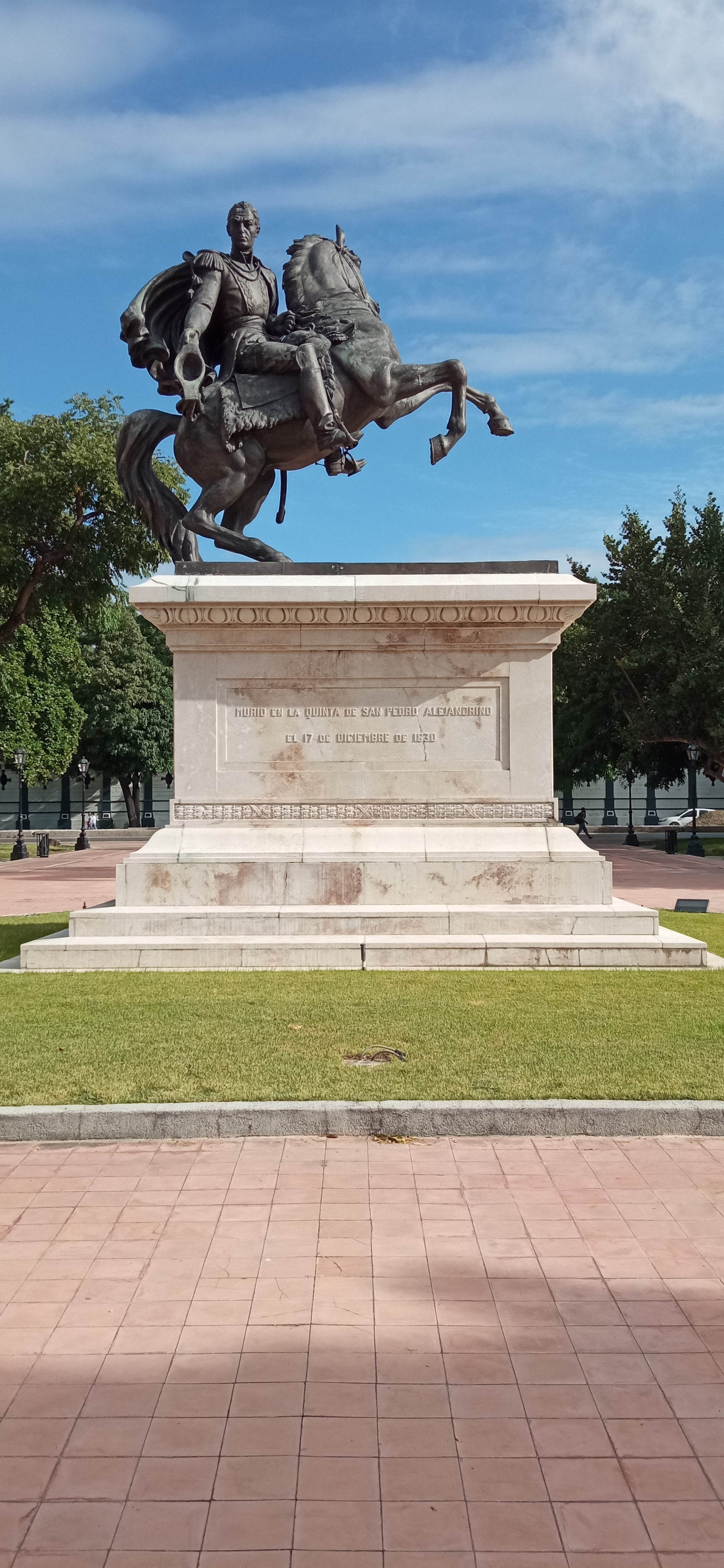
Estatua ecuestre de Simón Bolívar en la plaza Bolívar de Maracay

La plaza Bolívar de Maracay es la más grande de las plazas de Venezuela. Fue inaugurada en 1930 en conmemoración al centenario de la muerte del prócer venezolano. Al igual que en Caracas hay una estatua ecuestre de Bolívar.

### Plaza Bolívar de Barcelona
Localizada en la avenida 5 de julio de la ciudad de Barcelona al norte del estado Anzoátegui y al noreste de Venezuela. Se trata de un punto importante de reuniones públicas y manifestaciones que van desde el ámbito político hasta el cultural.

### Plaza Bolívar de Tinaquillo
Es la plaza principal de la ciudad de Tinaquillo, ubicada en el casco central de la ciudad, cuenta con una estatua de cuerpo completo del Libertador Simón Bolívar ubicada no en el centro de la misma, sino en un extremo, algo no muy común.

### Plaza Bolívar de Maracaibo
En 1867 se coloca en la renovada plaza de Simón Bolívar en Maracaibo (previamente conocida como plaza de la Pirámide) una estatua del Libertador elaborada en mármol - la primera en el país erigida en una plaza pública. Esta estatua de mármol, cuya localización hoy en día se ignora, fue reemplazada el 1 de enero de 1905 por la estatua ecuestre del Libertador que hoy ostenta la plaza.
Falta la de Morón

### Resto de Venezuela

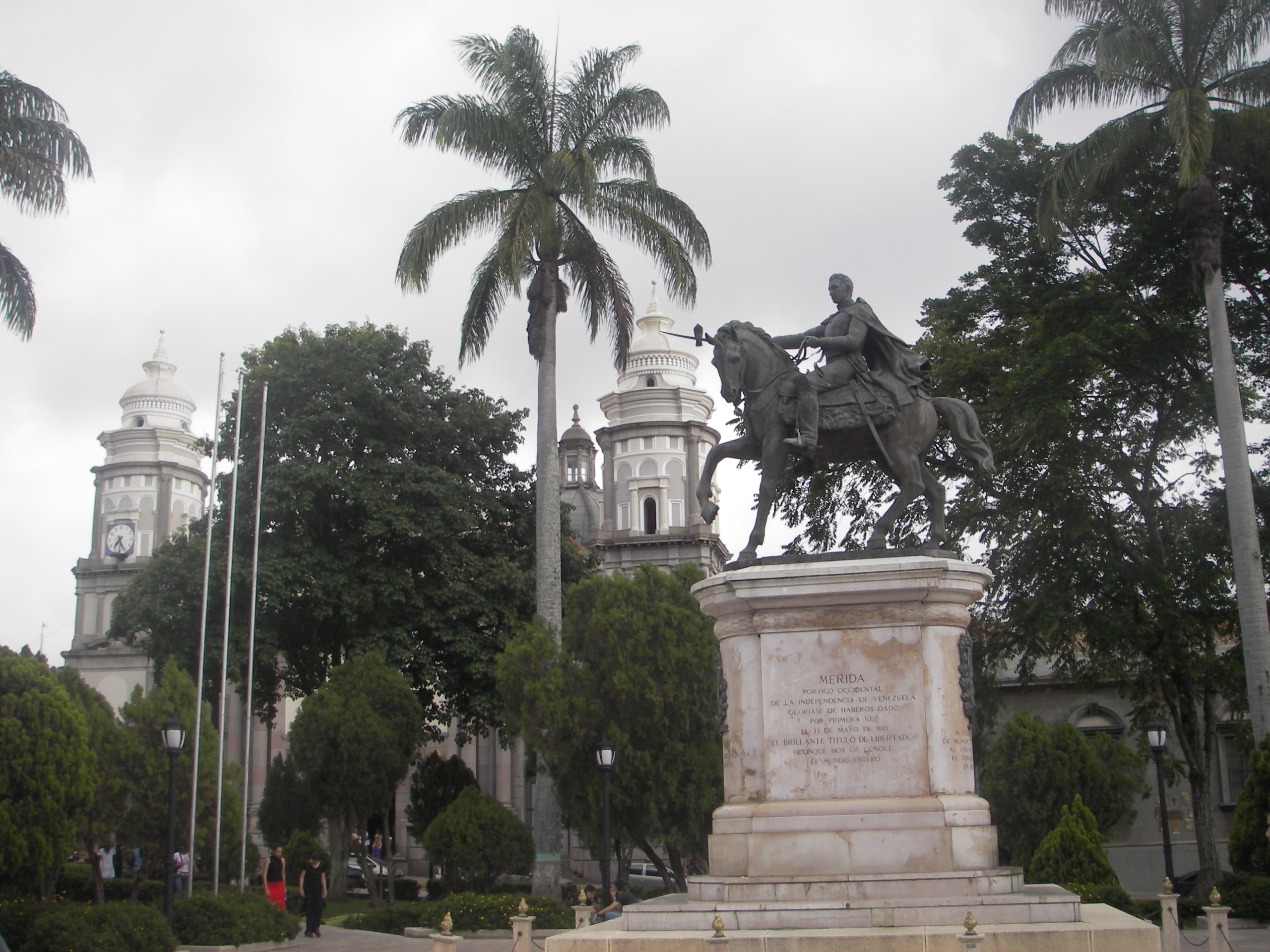
Plaza Bolívar de Mérida.

Casi todas las ciudades en Venezuela, cuentan con una Plaza Bolívar, algunas de las ciudades son: Maracaibo, El Tigre, Ciudad Bolívar, Mérida, Trujillo, San Cristóbal, Puerto Ayacucho, Puerto La Cruz, Coro, Maturín, Valera, San Fernando y Catia La Mar . Inclusive en Caracas existen otras plazas Bolívar, sólo en el Municipio Libertador hay en Antímano, Caricuao, El Calvario, El Junquito y El Valle, pero también hay otras que están ubicadas en los municipios del área metropolitana como Baruta, Chacao, El Hatillo; pero no en el Municipio Sucre, que en el casco histórico de Petare tiene una plaza en honor a Antonio José de Sucre y no a Bolívar. Lo mismo sucede en la mayoría de las ciudades conurbads cuya área metropolitana se extiende entre varios municipios, como lo es el caso de Valencia en donde existe La Plaza Bolívar principal, en el centro, más otras cinco pequeñas ubicadas en los municipios Naguanagua, San Diego, Los Guayos, Libertador y una última creada recientemente en la Parroquia Miguel Peña, la cual sería pronto elevada a municipio.
La plaza Bolívar en Venezuela se considera como un requisito urbanístico de honor al Libertador, que cada ciudad tenga una plaza Bolívar. Sin embargo, no existen regulaciones legales para esto, tal es el caso de Ciudad Guayana, ciudad emblema del desarrollo urbanístico planificado, que dentro de su plan urbano no contempló la construcción de una plaza Bolívar. 
No obstante, hay excepciones a este requerimiento de ofrecer un espacio dedicado al Libertador. La ciudad de Guatire no posee una plaza Bolívar, ésta lleva el nombre Plaza 24 de Julio, en conmemoración al nacimiento del Libertador. También la población de El Valle del Espíritu Santo en Nueva Esparta no posee una plaza dedicada a Bolívar sino al prócer independentista Santiago Mariño.

## En el mundo
Así mismo, existe un gran número de plazas Bolívar o plazas de Bolívar en otros países del mundo, como la plaza de Bolívar, el centro gubernamental y político de Bogotá. También existen plazas que llevan este nombre en honor al prócer Venezolano en  Argentina, Bolivia, Brasil, Canadá, Chile, Cuba, Colombia, Perú, Ecuador, Bolivia, Irán, Japón, Egipto, Estados Unidos, México y en varios países de Europa, como Alemania, Bélgica, España, Francia, Italia, Reino Unido y Rusia.